# Gardner Francis Fox
Gardner Francis Fox (Brooklyn, 1911. május 20. – Princeton, 1986. december 24.) amerikai tudományos-fantasztikus és fantasy-szerző, képregényíró.

## Életpályája
Apja Leon Francis Fox mérnök, anyja Julia Veronica Fox (született: Gardner) volt. A New York-i St. John egyetemen jogot hallgatott, tanulmányait 1932-ben fejezte be. 1935-ben az ügyvédi kamara tagja lett, ezután 1938-ig mint ügyvéd dolgozott. Az 1930-as évek végétől a DC Comics kiadónál képregények szövegírója volt. Számos jól ismert karakter fűzödik nevéhez, például Flash (Harry Lamperttel közösen), Adam Strange és Hawkman. Foxot tartják a szuperhőscsapatok feltalálójának a Justice Society of America  megalkotása miatt. A DC Comics mellett a Marvel Comics és a Dark Horse Comics számára is készített szövegeket.
Az 1940-es évek közepén képregényekkel kapcsolatos munkái mellett önálló sci-fi történetekkel is jelentkezett. Első novellája, a The Weirds of the Woodcarver 1944-ben jelent meg a Weird Tales magazinban. Ezt több más novella is követte, amelyeket leginkább a Planet Stories-ben publikált. A sci-fi-magazinok 1950-es években bekövetkező hanyatlásakor piacot és műfajt váltott. Előbb történelmi regényeket írt, például Madame Buccaneer (1953), The Borgia Blade (1953) és a Woman of Kali (1954). Ezeket saját neve alatt jelentette meg, későbbi zsánerregényeinél azonban már álneveket használt, ezek többek közt Jefferson Cooper, Jeffrey Gardner és James Kendricks voltak. Az 1960-as évek közepétől több fantasy-regénysorozatot is alkotott, valamint két újabb sci-fi regénnyel is jelentkezett.
Az 1960-as években, amikor a James Bond-láz és a szexuális forradalom találkozott az úgynevezett "sexionage" témájú regények rövid ideig népszerűek voltak. Fox tapasztalt, termékeny íróként kiemelkedő szerepet játszott ebben, ilyen jellegű regénysorozatott publikált, melynek összefoglaló címe The Lady from L.U.S.T. volt.
Saját bevallása szerint 1979-ig több, mint 110 regényt alkotott, tucatnyi álnév alatt. Képregényes munkájáért számos díjat kapott. Többszörös Alley-díjas (1962-ben mint legjobb képregény-szövegíró kapta). 1998-ban posztumusz beválogatták a Jack Kirby Hall of Fame-be, 1999-ben pedig a Will Eisner Hall of Fame-be. Az Igazságliga sorozat a Legends című epizódját neki szentelte.
1937-ben házasodott össze Lynda Julia Negrinivel, akitől két lánya született.

## Magyarul
Egyetlen novellája jelent meg 1982-ben a Galaktika 45. számában, A démon árnyéka címmel 1982-ben (utánközlés: Atlantisz magazin, 10. szám, 1990, Egy démon árnyéka címmel).

## Fordítás
- Ez a szócikk részben vagy egészben  a   Gardner Fox című német Wikipédia-szócikk ezen változatának fordításán alapul.  Az eredeti cikk szerkesztőit annak laptörténete sorolja fel. Ez a jelzés csupán a megfogalmazás eredetét és a szerzői jogokat jelzi, nem szolgál a cikkben szereplő információk forrásmegjelöléseként.